# Блэнчфилд, Эрин
Э́рин Э́нн Блэ́нчфилд (англ. Erin Anne Blanchfield, родилась 4 мая 1999 года в городке Элмвуд-Парк, округ Берген, штат Нью-Джерси, США) — американский боец смешанных единоборств, в настоящий момент выступающая в Ultimate Fighting Championship (UFC) в женской наилегчайшей весовой категории. Занимает 4 строчку в рейтинге лучших бойцов UFC в женском наилегчайшем весе. и 7 строчку официального рейтинга UFC среди лучших бойцов независимо от женской весовой категории (англ. pound-for-pound)

## Титулы и достижения
Invicta Fighting Championship
- Обладательница премии «Выступление вечера» (2 раза) против Виктория Леонардо, Броган Уокер-Санчес

Ultimate Fighting Championship
- Обладательница премии «Выступление вечера» (1 раз) против Жессики Андради

## Статистика выступлений в MMA
| Боёв 15  | Побед 13 | Поражений 2 |
| -------- | -------- | ----------- |
| Нокаутом | 2        | 0           |
| Сдачей   | 4        | 0           |
| Решением | 7        | 2           |

| Результат | Рекорд | Соперник            | Способ                        | Турнир                                        | Дата             | Раунд | Время | Место                          | Примечание                |
| --------- | ------ | ------------------- | ----------------------------- | --------------------------------------------- | ---------------- | ----- | ----- | ------------------------------ | ------------------------- |
| Победа    | 13-2   | Роуз Намаюнас       | Единогласное решение          | UFC Fight Night: Морено vs. Альбази           | 2 ноября 2024    | 5     | 5:00  | Эдмонтон, Альберта, Канада     |                           |
| Поражение | 12-2   | Манон Фиро          | Единогласное решение          | UFC on ESPN: Блэнчфилд vs. Фьоро              | 30 марта 2024    | 5     | 5:00  | Атлантик-Сити, Нью-Джерси, США |                           |
| Победа    | 12-1   | Тайла Сантус        | Единогласное решение          | UFC Fight Night: Холлоуэй vs. Корейский зомби | 26 августа 2023  | 3     | 5:00  | Каланг, Сингапур               |                           |
| Победа    | 11-1   | Жессика Андради     | Болевой (удушение сзади)      | UFC Fight Night: Андради vs. Блэнчфилд        | 18 февраля 2023  | 2     | 1:37  | Лас-Вегас, Невада, США         | Выступление вечера        |
| Победа    | 10-1   | Молли Маккэнн       | Болевой (кимура)              | UFC 281                                       | 12 ноября 2022   | 1     | 3:37  | Нью-Йорк, Нью-Йорк, США        |                           |
| Победа    | 9-1    | Джей Джей Олдрич    | Болевой (удушение гильотиной) | UFC Fight Night: Волков vs. Розенстрайк       | 4 июня 2022      | 2     | 2:38  | Лас-Вегас, Невада, США         |                           |
| Победа    | 8-1    | Миранда Маверик     | Единогласное решение          | UFC 269                                       | 11 декабря 2021  | 3     | 5:00  | Лас-Вегас, Невада, США         |                           |
| Победа    | 7-1    | Сара Альпар         | Единогласное решение          | UFC Fight Night: Смит vs. Спэнн               | 18 сентября 2021 | 3     | 5:00  | Лас-Вегас, Невада, США         | Дебют в UFC               |
| Победа    | 6-1    | Броган Уокер-Санчес | Единогласное решение          | Invicta FC 41                                 | 30 июля 2020     | 3     | 5:00  | Канзас-Сити, Канзас, США       | Выступление вечера        |
| Победа    | 5-1    | Виктория Леонардо   | КО (удар ногой в голову)      | Invicta FC 39                                 | 7 февраля 2020   | 2     | 2:06  | Канзас-Сити, Канзас, США       | Выступление вечера        |
| Победа    | 4-1    | Габриэлла Галфин    | Болевой на руку               | Cage Fury FC 76                               | 14 июня 2019     | 1     | 3:20  | Атлантик-Сити, Нью-Джерси, США |                           |
| Поражение | 3-1    | Трейси Кортес       | Раздельное решение            | Invicta FC 34                                 | 15 февраля 2019  | 3     | 5:00  | Канзас-Сити, Миссури, США      |                           |
| Победа    | 3-0    | Кэй Хэнсен          | Решение большинства           | Invicta FC 32                                 | 16 ноября 2018   | 3     | 5:00  | Канзас-Сити, Миссури, США      |                           |
| Победа    | 2-0    | Бриттни Клоди       | Раздельное решение            | Invicta FC 30                                 | 21 июля 2018     | 3     | 5:00  | Канзас-Сити, Миссури, США      |                           |
| Победа    | 1-0    | Уиттани Пайлз       | ТКО (остановка врачом)        | Cage Fury FC 70                               | 24 марта 2018    | 1     | 5:00  | Атлантик-Сити, Нью-Джерси, США | Дебют в наилегчайшем весе |